# 宇奈岐日女神社

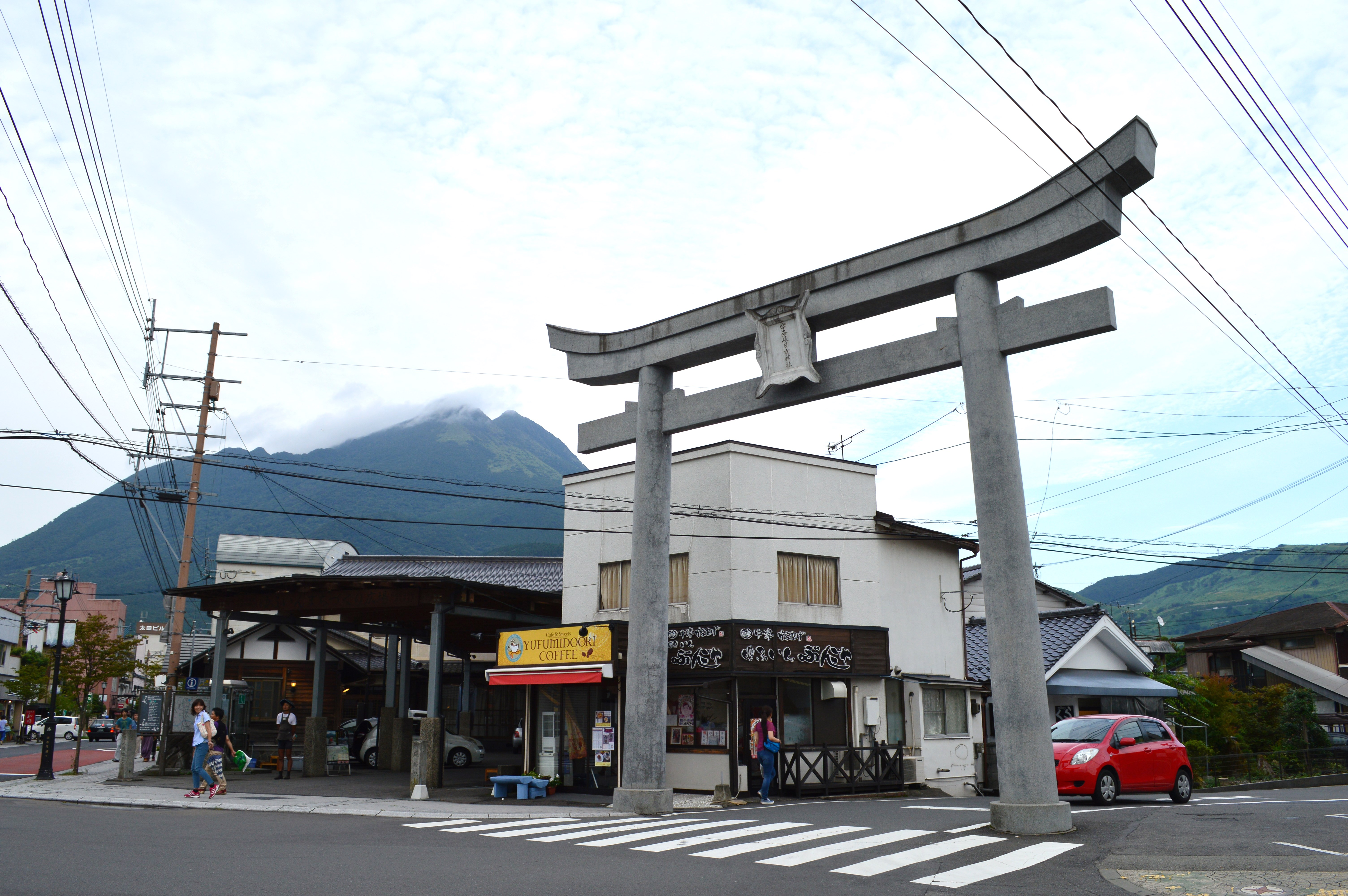
大鳥居と由布岳

宇奈岐日女神社（うなぐひめじんじゃ/うなきひめ-/うなぎひめ-）は、大分県由布市にある神社。式内社で、旧社格は県社。
「六所宮」とも呼ばれるほか、「木綿神社（ゆふじんじゃ）」「木綿山神社（ゆふさん-）」の通称もある。

## 祭神
祭神は以下の6柱。「六所宮」の別称はこれら6柱を祀ることによる。
- 国常立尊 （くにとこたちのみこと）
- 国狭槌尊 （くにさつちのみこと）
- 彦火火出見尊 （ひこほほでみのみこと）
- 彦波瀲武鸕鷀草葺不合尊 （ひこなぎさたけうがやふきあえずのみこと）
- 神倭磐余彦尊 （かむやまといわれひこのみこと、初代神武天皇）
- 神渟名川耳尊 （かむぬなかわみみのみこと、第2代綏靖天皇）

### ウナグヒメについて

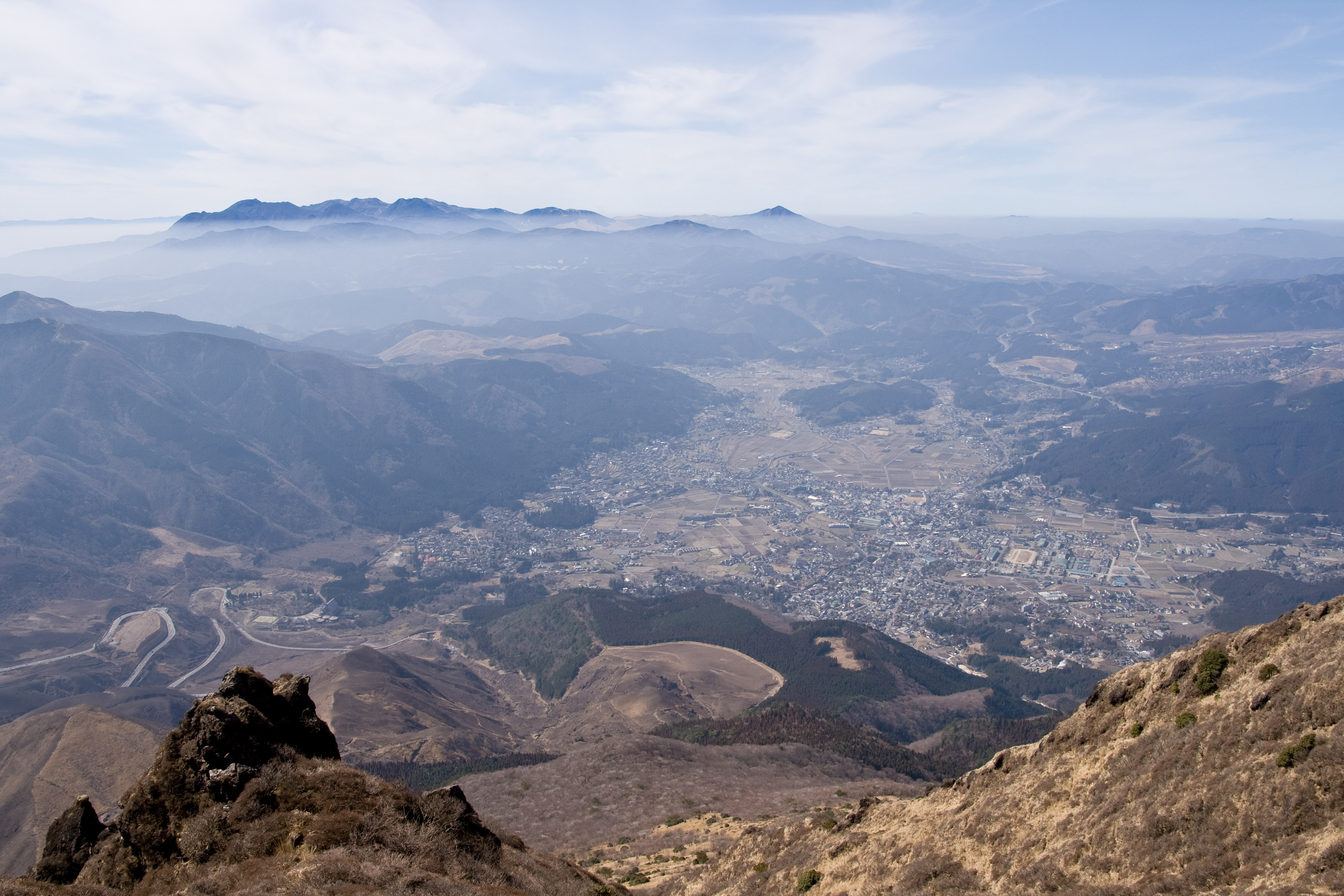
由布院盆地（由布岳山頂より）
盆地は古くは湖であったが、ウナグヒメが開拓したと伝える。

現在の祭神は、上記のように6柱の神々である。一方『延喜式』神名帳に記される社名は「宇奈岐日女神社」であり、かつ六国史における神階奉叙は「宇奈岐比咩神（宇奈支比咩神）」に対して行なわれていることから、当初の祭神は「ウナグヒメ（ウナギヒメ、ウナキヒメ）」であったと考えられている。「ウナグヒメ」の名について、「うなぐ」とは勾玉などの首飾りを意味するとし、こういった呪具を身につけた女首長の巫女が神に転じたと推測されている。一方、「ウナギ（鰻）」に由来するとする説もある（後述）。
このウナグヒメに関して、古くは由布院盆地が湖であったという伝説（蹴裂伝説）がある。この中で、由布岳の神であるウナグヒメは目の前に広がる湖を見て、力持ちの大男に命じて岸辺を蹴破らせた。男が蹴破った結果水が抜けた湖は盆地となり、その跡を現在の大分川が流れるようになったという。大男は「道臣命」と名付けられたといい、現在も末社の蹴裂権現社に祀られている。また、湖の乾き残りが金鱗湖となったという伝えもある。しかしながら盆地の底にあたる地点から土器が発掘されたこと等もあり、考古学的・地質学的には湖伝説の真偽は明らかとされていない。伝承の考証として、ウナグヒメを『豊後国風土記』にも見える「速津媛」（速見郡の由来）とする説や、ヒメヒコ制の指摘がある。なお、類似の伝承は阿蘇地域の建磐龍命にも伝わる。
また、大分県から発見された古文書『ウエツフミ』(鎌倉時代、初代・豊後国主大友能直著。一般に偽書とされる。)によると、ウナギヒメは綿花の栽培を司る神であり、このあたり一帯がユフ(木綿)と呼ばれていたことからも、かつては木綿の栽培地であったことが推測される。
ただし、木綿(もめん)の日本伝来は8世紀であり、それ以前の古代における木綿 (ゆう)は普通、楮や麻などの樹木を用いた布を指す。

## 歴史

### 創建
社伝によれば、創祀は景行天皇12年10月であるという。『神社明細帳』では、景行天皇が征西のおりに当地で祭を営んだといい、同天皇3年に速津姫が勅を奉じて創祀したという伝承を伝える。
当社は由布岳の南西山麓に鎮座している。『太宰管内志』では「木綿山にます神なので木綿ノ神社ともいう」という記述があるほか、『豊後国志』でも宇奈岐日女神は由布山神であると記されており、元々は由布岳を神体山として成立した神社であると見られている。
一方、由布院盆地が古くは湖であったという伝承に基づき、ウナギ（鰻）を精霊として祀ったことに始まって、のちに由布岳の神と習合したという推測もある。

### 概史
国史の初見は嘉祥2年（849年）に従五位下の神階に叙せられたという記述であり、元慶7年（883年）には正五位下に昇叙された。これらの奉叙は、「宇奈岐比咩神（宇奈支比咩神）」に対して行なわれている。
平安時代中期の『延喜式』神名帳には豊後国速見郡に「宇奈岐日女神社」と記載され、式内社に列している。
江戸時代までは佛山寺と習合していたが、神仏分離により現在の姿となった。明治6年（1873年）には近代社格制度において郷社に列し、大正12年（1923年）には県社に昇格した。

### 神階
- 嘉祥2年（849年）6月、従五位下 （『続日本後紀』） - 表記は「宇奈岐比咩神」。
- 元慶7年（883年）9月2日、従五位上から正五位下 （『日本三代実録』） - 表記は「宇奈支比咩神」。

## 境内
境内は1万坪を超え、杉の古木に囲まれていたが、平成3年（1991年）の台風で数多く倒壊等の被害を受けた。
本殿は朱塗の流造。また、大鳥居が由布院の中心部に立つ（北緯33度15分48.49秒 東経131度21分24.05秒 / 北緯33.2634694度 東経131.3566806度）。

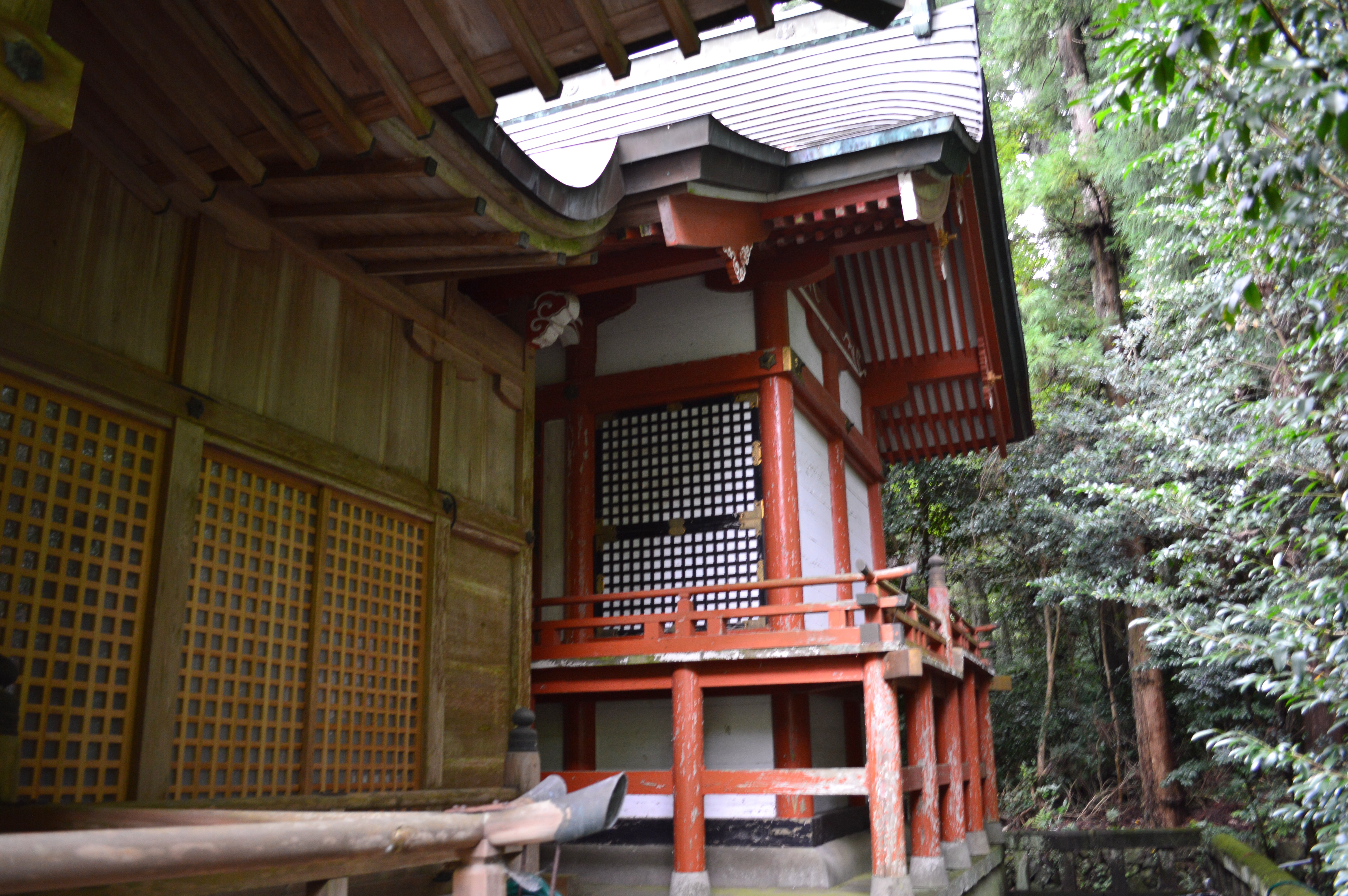
本殿
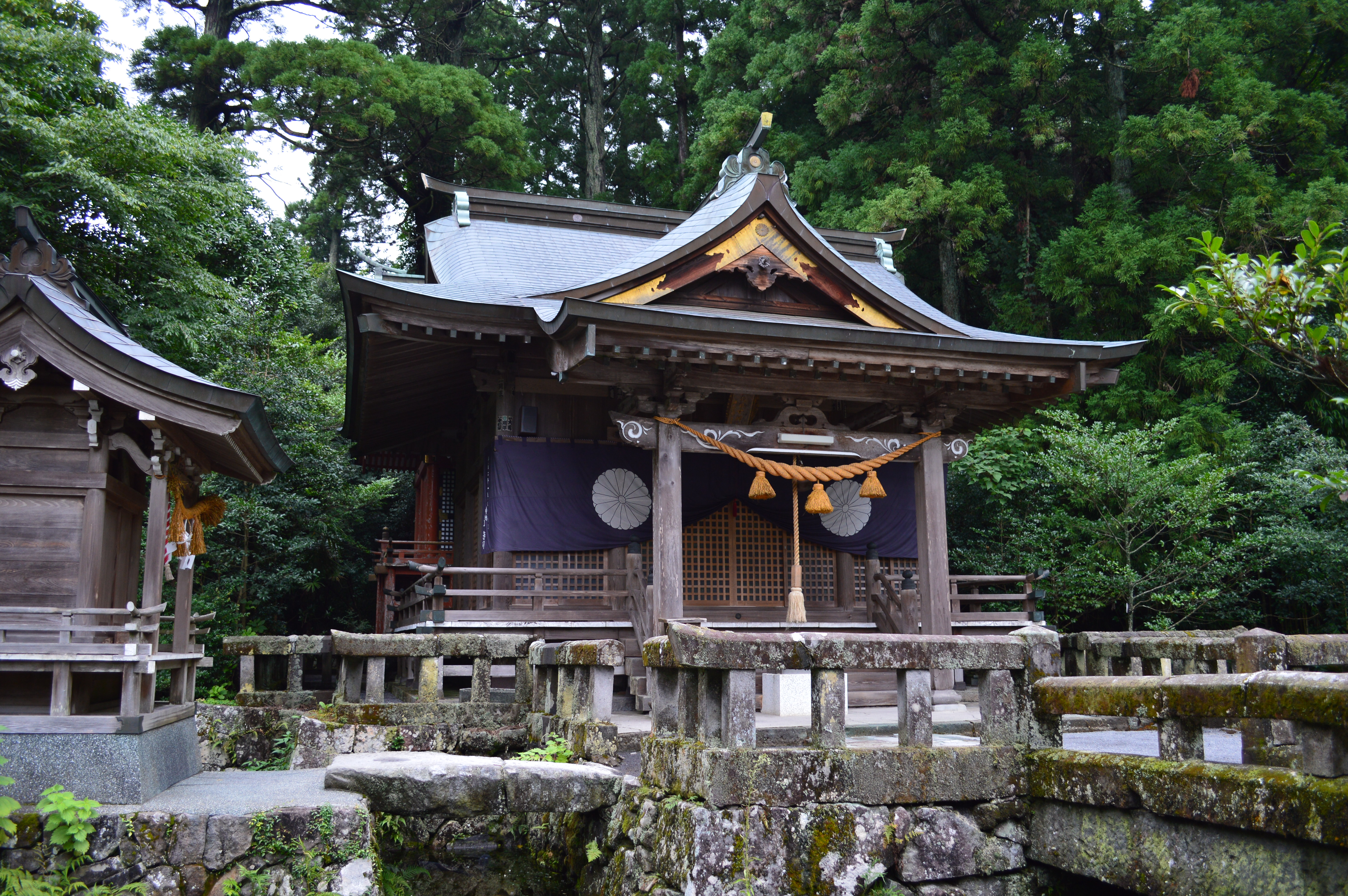
拝殿
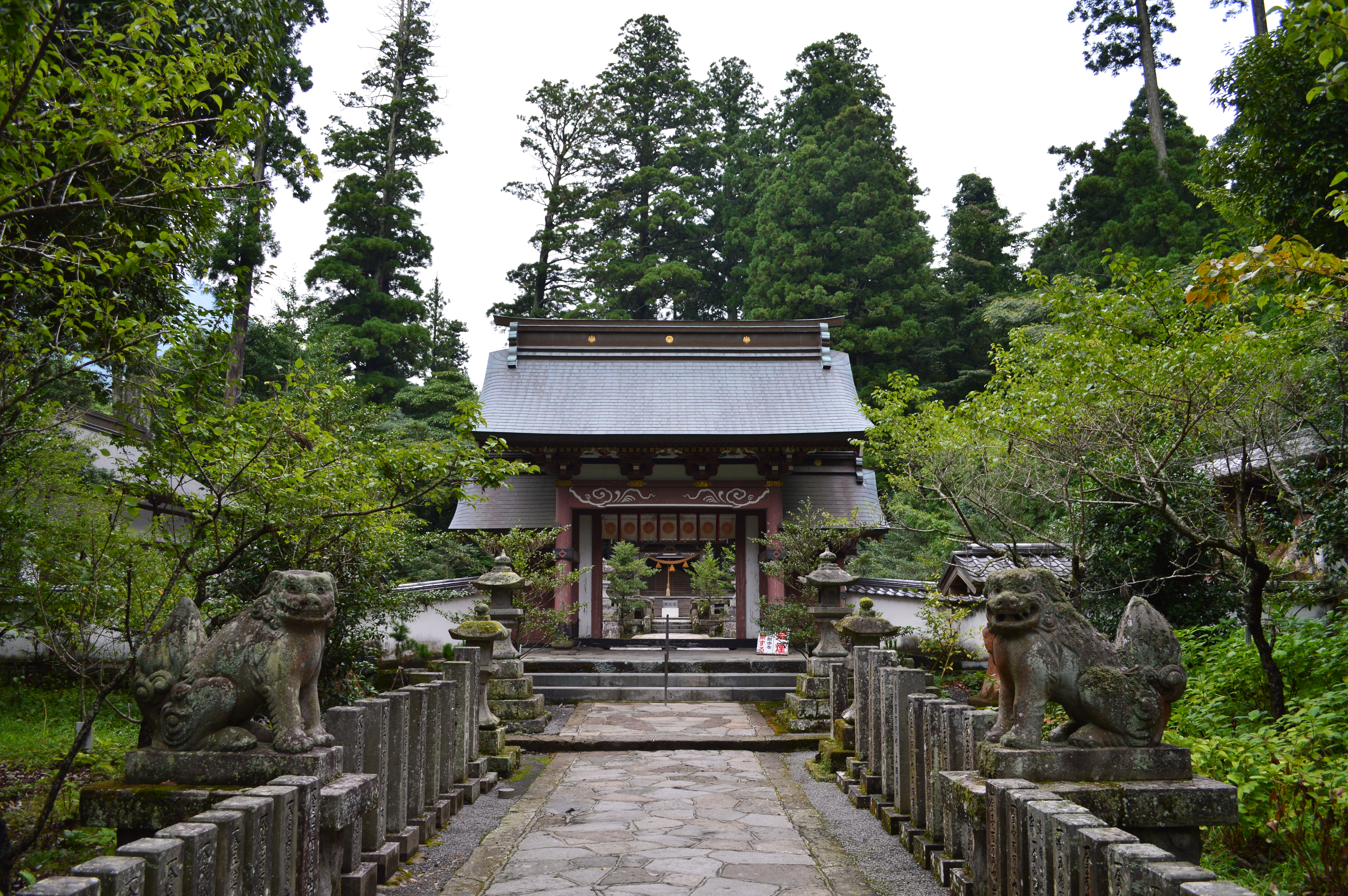
参道と神門
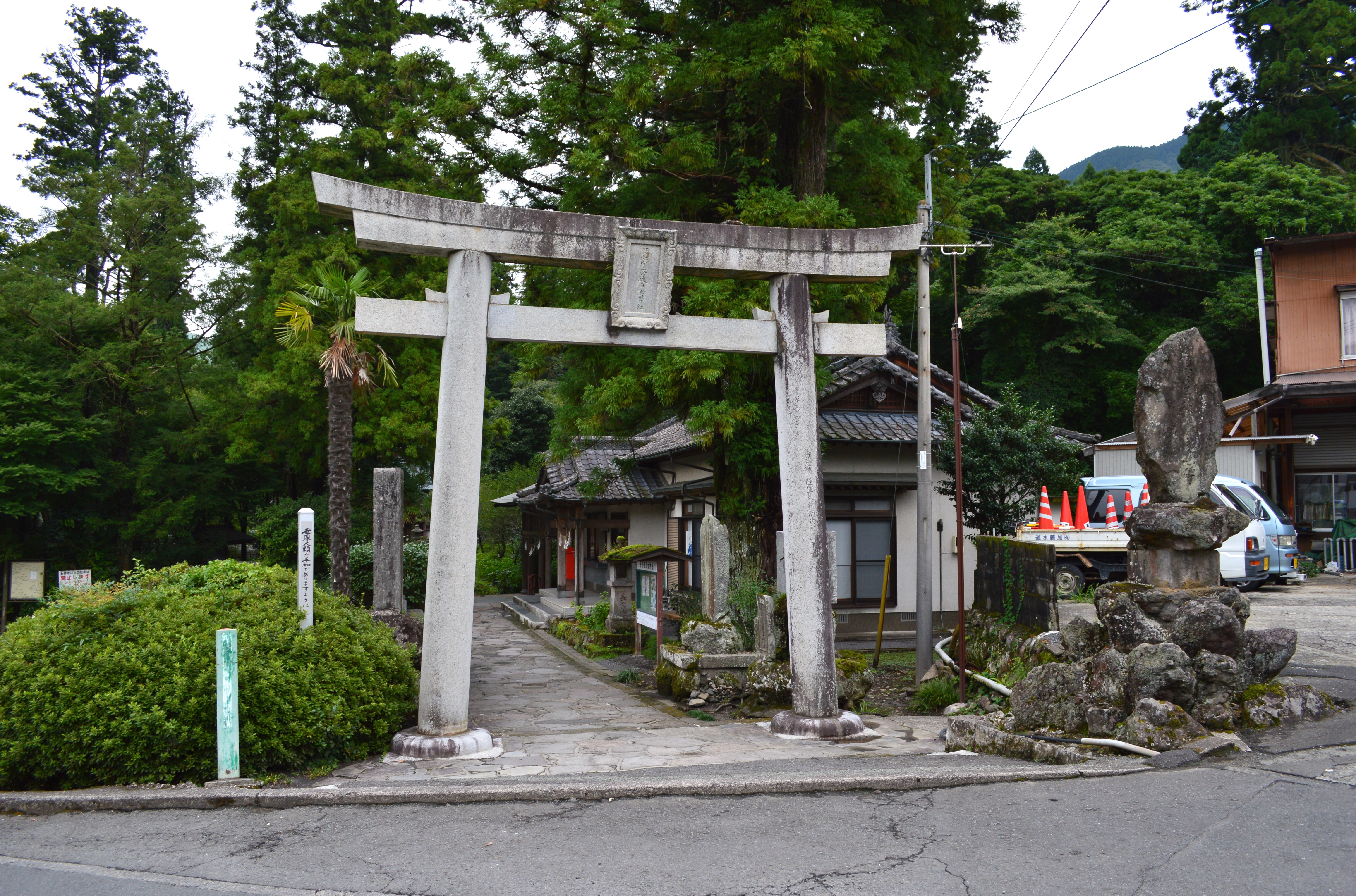
鳥居

## 摂末社
境内社
- 政正社
- 厳島神
- 御年神社

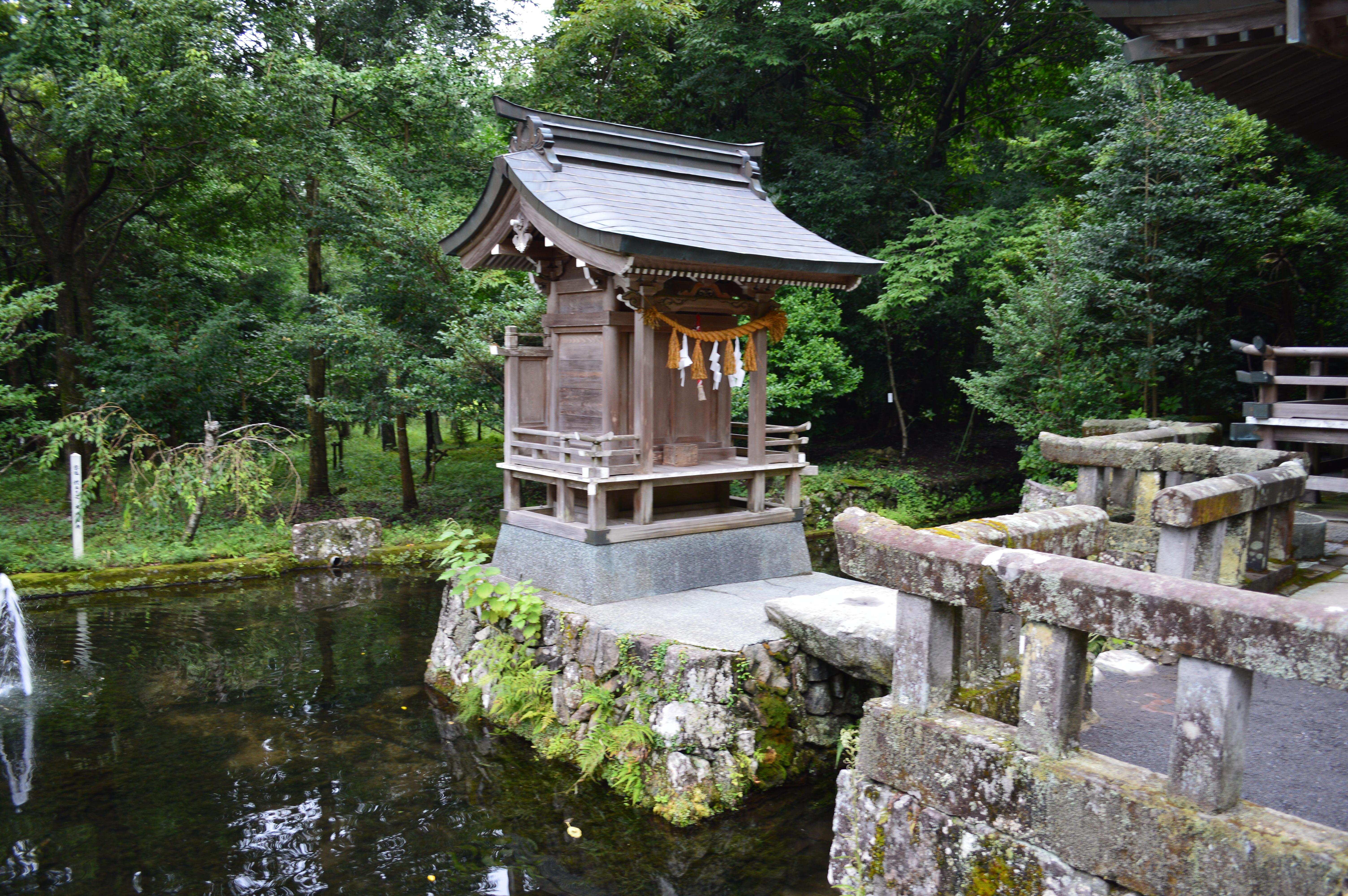
政正社
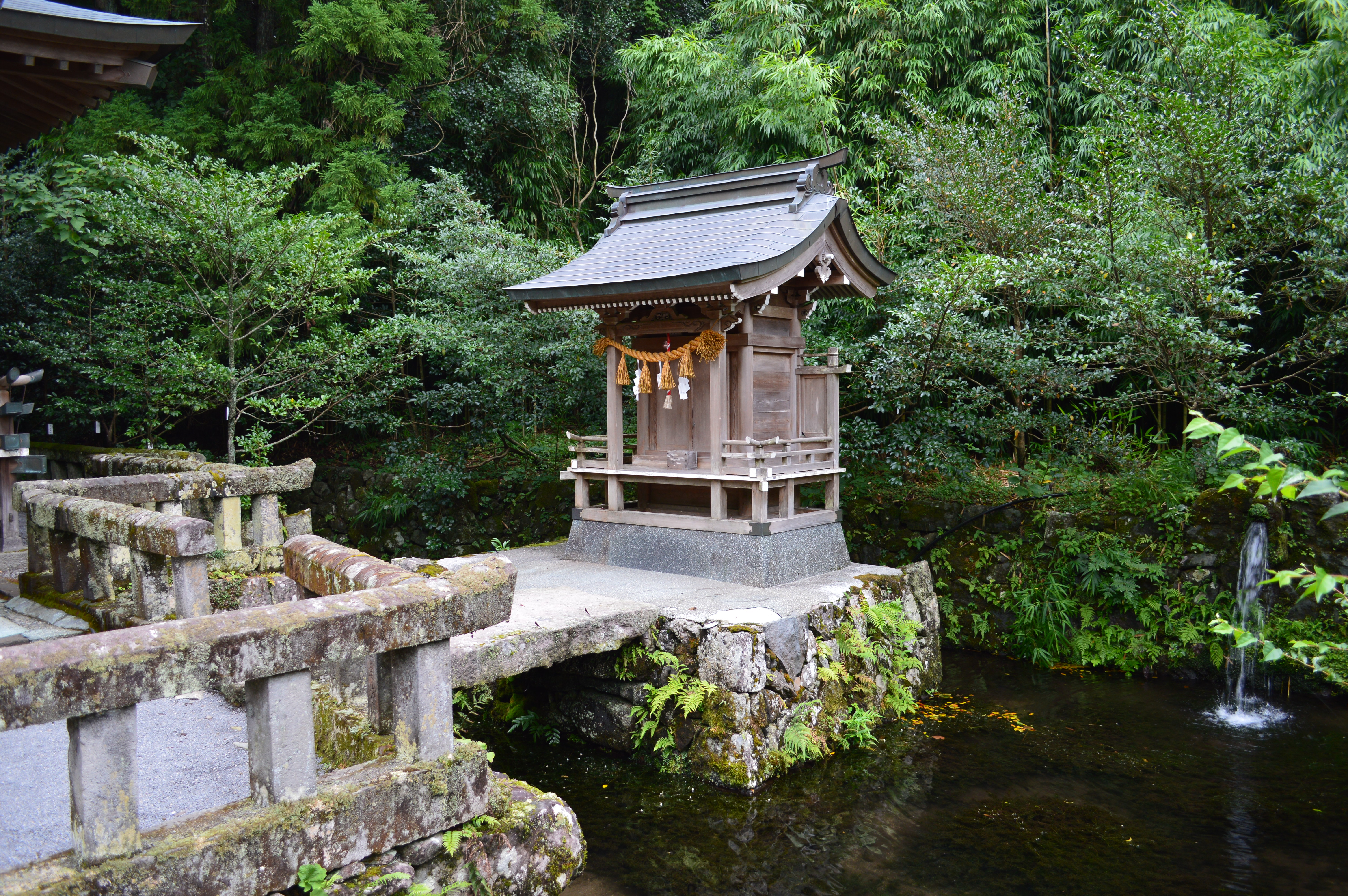
厳島神
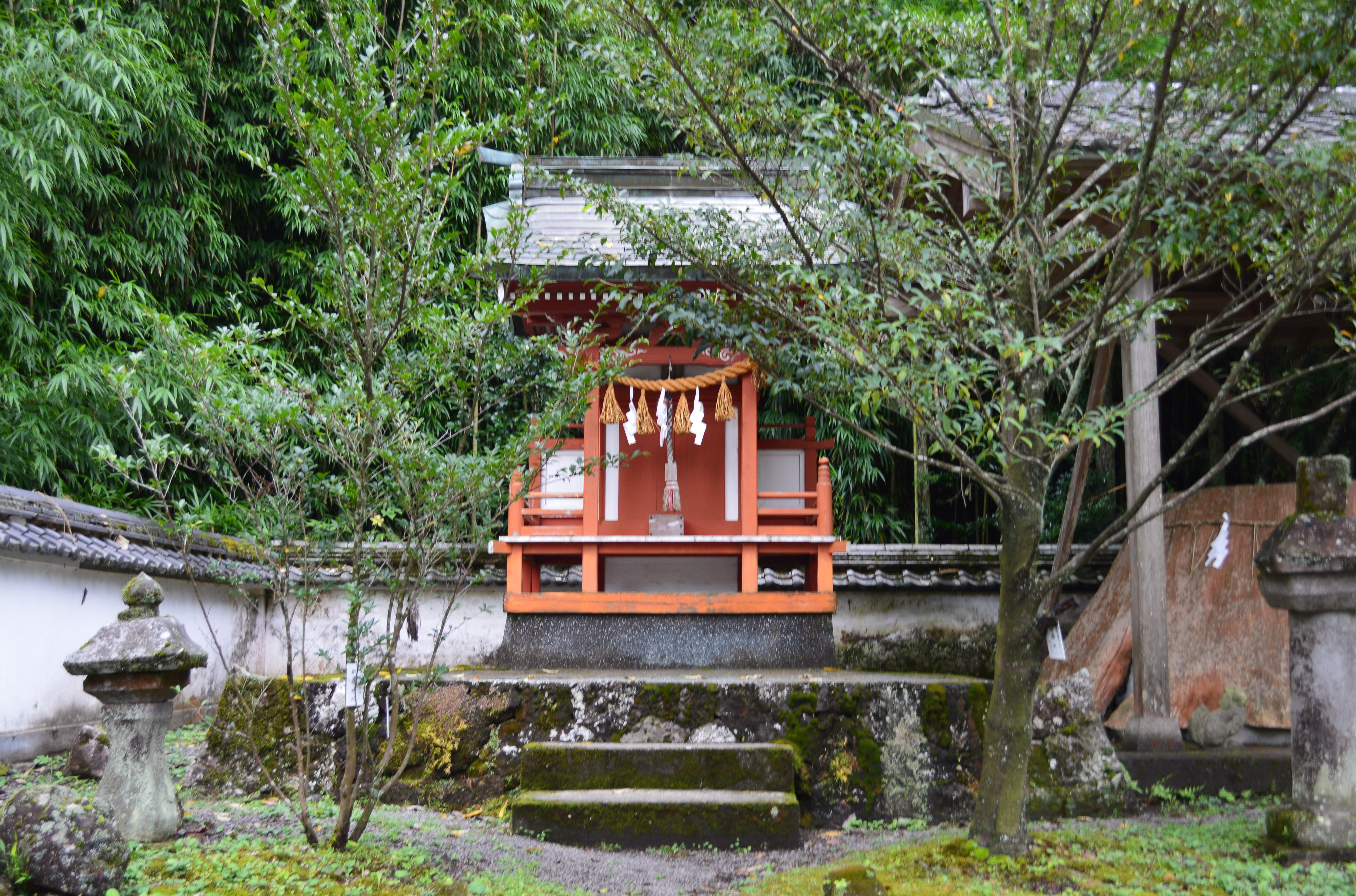
御年神社

境外末社
- 大杵社

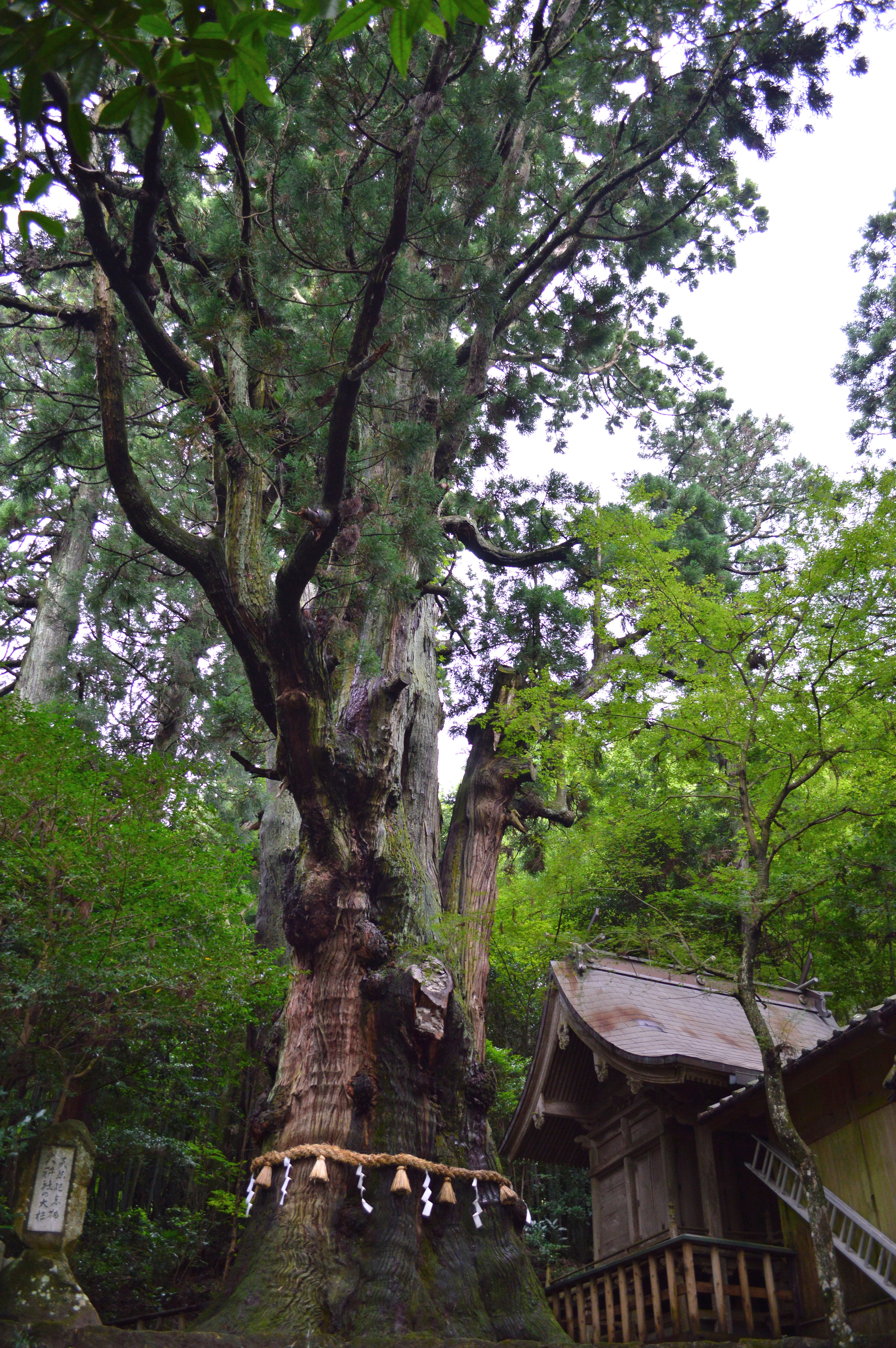
大杵社（右）と大スギ（国の天然記念物）

  - 所在地：由布市湯布院町川南（北緯33度15分08.63秒 東経131度21分28.25秒 / 北緯33.2523972度 東経131.3578472度）

境内には国の天然記念物「大杵社の大スギ」を始めとして、多くのスギの巨木が立っている。
- 蹴裂権現社
  - 所在地：由布市湯布院町中川（北緯33度14分25.61秒 東経131度19分32.54秒 / 北緯33.2404472度 東経131.3257056度）

蹴裂伝説を行なった権現を祀る。当地が蹴裂を行なった地という。

## 文化財

### 国の天然記念物
- 大杵社の大スギ - 境外末社の大杵社境内に立つ。樹齢1,000年以上、樹高38メートル。昭和9年8月9日指定。

## 現地情報
所在地
- 大分県由布市湯布院町川上2220

交通アクセス
- 鉄道：JR九州久大本線 由布院駅 （徒歩約15分）